# Marana, Arizona
Marana är en stad (town) i Pima County, och  Pinal County, i delstaten Arizona, USA. Enligt United States Census Bureau har staden en folkmängd på 35 232 invånare (2011) och en landarea på 315 km².